# 어니스트 러더퍼드
제1대 러더퍼드오브넬슨 남작 어니스트 러더퍼드(영어: Ernest Rutherford, 1st Baron Rutherford of Nelson, OM, FRS, 1871년 8월 30일 ~ 1937년 10월 19일)은 뉴질랜드에서 태어난 영국의 핵물리학자로서 핵물리학의 아버지로 불린다. 방사능 법칙을 세웠고 방사능이 원자 내부에서 일어나는 반응이라는 사실을 밝혔으며, 자연 붕괴 현상을 연구해 기존 물질관에 대변화를 일으켰다. 알파 입자 산란 실험으로써 원자 내부 구조에 신가설을 제시했다 평가받는다.
1908년 노벨 화학상을 받았고, 사후 웨스트민스터 사원에 안장되었다.

## 생애

### 유년기
어니스트 러더퍼드는 1871년 8월 30일 뉴질랜드 넬슨 근교의 브라이트워터(Brightwater)에서 7남 5녀 가정의 장남으로 태어났다. 러더퍼드의 아버지 제임스 러더퍼드(James Rutherford)는 스코틀랜드 출신으로 4살이 되던 1842년에 그의 아버지와 뉴질랜드로 이주하였다. 그는 수레바퀴 제조인이자 엔지니어였다. 이런 아버지 밑에서 러더퍼드는 기술자들과 복잡한 기계들을 지켜보면서 자라났다. 러더퍼드의 어머니 마르타 톰슨(Martha Thompson)은 영국 출신으로서 13살이 되던 1855년에 그녀의 홀어머니와 뉴질랜드로 이주하였고 1860년 타라나키 전쟁(Taranaki War)이 발발하여 넬슨으로 피난하였다. 제임스 러더퍼드와 마르타 톰슨은 이곳에서 만나 혼인했다. 그녀는 학교 영어 교사였다. 이런 어머니에게 영향받아 러더퍼드를 포함한 자녀들은 수준 높게 교육받았다. 러더퍼드의 가족은 아버지의 직장을 따라 이사했다. 1876년에는 농사와 철도 공사 일을 하기 위해 폭스힐(Foxhill)로 이주하였고 1883년 아마 섬유 제조 사업차 헤이브록(Havelock)으로, 1888년에는 타라나키 지방으로 이주했다.
러더퍼드가 10살에 입학한 폭스힐 학교에서 처음 읽은 과학책에는 다양한 실험이 수록됐는데 러더퍼드는 이것을 읽고 포탄을 제작해 가족들을 놀라게 하였다. 1883년에는 헤이브록으로 이주해 헤이브록 학교(Havelock School)에서 공부하다 16살에 넬슨 칼리지(Nelson College)에 입학하였다. 1889년에 장학금을 받고 웰링턴에 있는 캔터베리 대학교로 간 러더퍼드는 1893년 수학과 물리학 석사과정을 수석으로 졸업하였고(M. A.) 1894년에는 전자기학에 관한 연구로 학사학위(B. Sc.)를 받았다.

### 대학
러더퍼드는 크라이스트처치에 있는 캔터베리 대학교에서 1890년부터 1894년까지 순수수학, 라틴어, 응용수학, 영어, 프랑스어, 물리학을 공부하며 럭비와 토론 클럽, 과학 클럽에 참여했다.

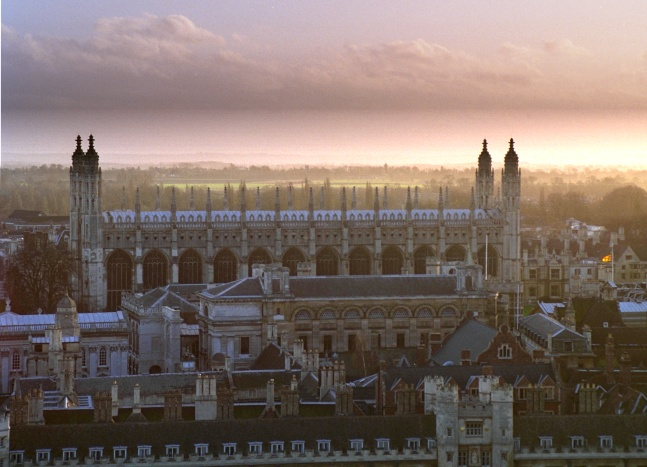
케임브리지 대학교 트리니티 칼리지

뛰어난 수학 능력 덕분에 장학금을 받고 수학과 물리를 더욱 깊이 공부할 기회를 제공받은 러더퍼드의 첫 연구는 여기서 이루어졌다. 러더퍼드는 철이 높은 진동수의 진동에 노출되었을 때 철의 자기성을 연구하였고 논문 「고주파 방전에 의한 철의 자기화에 대하여」를 발표하였다. 고주파와 교류에 관한 실험을 처음으로 고안한 사람 중 하나인 러더퍼드는 1893년 수학, 수리물리학, 전자기학에서 최우수 성적을 거두며 석사학위를 받았다. 그는 줄곧 학교 교사가 되길 원했지만 시도 세 번이 모두 실패하자 전자기학에 관해 연구하기로 결심하고 1894년 캔터베리 대학교로 돌아와 지질학과 화학을 공부해 학위를 받았다.
이전에 하던 연구를 확장하게 하여 전기도선에 둘러싸인 바늘 자기화 현상을 증명한 러더퍼드는 영국 대학원을 지원해주는 장학금인 전시과학장학금에 지원했으나 또 다른 지원자였던 제임스 매클로린이 장학금을 탔다. 그러나 제임스는 의학대학을 가고자 이 장학금을 포기했고 장학금은 러더퍼드에게 결국 주어졌다. 이 소식이 전해질 때, 감자를 캐던 러더퍼드는 통쾌하게 감자를 던지면서 "이게 내가 캐는 마지막 감자다!"라고 했다. 러더퍼드는 장학금을 받고 1895년 뉴질랜드를 떠나 케임브리지 대학교 트리니티 칼리지로 갔다. 이 곳에서 1895년에서 1898년까지 조지프 존 톰슨에게 지도받으면서 전자기파에 관해 연구했다. 케임브리의 캐번디시 연구소에서 톰슨 경에게 지도받으면서 자신의 역량을 유감없이 발휘한 러더퍼드는 코일을 이용해 전자기파를 측정 가능한 기계를 고안하였고 철에 엑스선을 가한 후 철의 성질을 관찰하였다. 1897년 전기장의 세기와 철의 요동과 관계를 연구하였고 광전효과를 연구하기도 하였다. 1898년에는 우라늄 방사에서 알파파와 베타파의 존재를 발견하였고 이런 것의 성질을 밝혔다.

### 연구자
그러다가 러더퍼드는 1898년 맥길 대학교 교수직을 맡으러 캐나다로 떠난다. 몬트리올에 있는 맥길 대학교는 연구하기에 더 할 나위 없이 좋은 곳이었다. 러더퍼드는 방사체에 관한 연구, 특히 알파파의 방사를 연구하였고 이것은 맥도널드 연구소에서도 계속되었다. 러더퍼드는 이곳에서 R. B. 오언스(Robert Bowie Owens)와 토륨의 방사를 연구하였고 라돈의 동위 원소인 토론(Thoron)을 발견하였다. 1900년에는 프레더릭 소디와 함께 방사현상을 분자상 반응이 아닌 원자상 반응으로서 간주하는 “붕괴이론”을 고안해 다양한 실험에서의 근거로 사용했다.
러더퍼드는 1900년 메리 뉴턴(Mary Georgina Newton)과 결혼했고, 후에 부부의 외동딸 엘린 메리(Eileen Mary)는 1921년 랄프 H. 파울러와 혼인한다.
1907년 영국으로 돌아와 맨체스터 대학교의 물리학과장으로서 임명된 러더퍼드는 이곳에서 라듐 방사와 알파파를 계속 연구하였고 한스 가이거와 알파입자의 개수를 세는 방법을 고안한다. 1910년 알파파의 산란을 다룬 연구로서 원자의 내부 구조를 밝히고 개념인 핵을 주장한다. 1913년 헨리 모즐리와 음극선을 이용해 원자 번호에 따른 주기율표를 고안한다. 1919년 러더퍼드는 질소 같은 가벼운 여러 원소가 알파파에 의해 붕괴되는 이 과정에서 방출되는 양성자를 발견했다.

### 그 후
러더퍼드는 1919년 톰슨 경을 승계해 소장직을 역임한 캐번디시 연구소에서 수많은 노벨 수상자들을 배출했다. 조지 패짓 톰슨, 에드워드 빅터 애플턴, 세실 프랭크 파월은 1919년과 1930년에 “캐번디시에서의 많은 연구는 실상 러더퍼드의 직접이거나 간접인 지시에서 출발했다.”라고 밝혔으며, 1925년 호주와 뉴질랜드를 방문하여 대중에게 강연하였고 유명인사가 된 러더퍼드는 1937년 10월 19일 케임브리지에서 죽었고 웨스트민스터 사원의 아이작 뉴턴과 켈빈 옆에 안치되었다.

## 과학상 업적

### 방사선 연구

알파입자

1895년 뢴트겐이 엑스선을 발견하고 앙리 베크렐이 우라늄에서 방사선 방출을 발견하자 기체 방전 현상을 함께 연구한 러더퍼드와 영국의 캐번디시 연구소장이었던 조지프 존 톰슨은 엑스선으로 기체에 전기가 흐를 수 있다는 사실을 알아냈고 이렇게 얻은 전도성이 기체를 유리 양모나 전기가 흐를 물질로 지나가게 하면 없어진다는 사실을 이용해 엑스선이 입자로 이루어졌다는 사실을 알아내 엑스선이 양전하와 음전하를 띈 수많은 입자를 만들어내는 사실을 알아냈다. 1896년 러더퍼드와 톰슨은 실험을 이용해 전하를 띈 입자나 이온화 원자가 결합해 전하를 띄지 않는 분자를 만들어낸다는 사실을 알아냈다.
1898년 우라늄과 토륨에서 발견된 두 가지 형태의 방사성 기체(에머네이션)를 발견하고 투과능을 기준으로 알파선과 베타선이라고 명명한 러더퍼드는 알파선은 쉽게 이온화하지만 공기를 뚫지 못하고 베타선은 잘 이온화하지 않지만 두꺼운 물질도 통과 가능하다는 사실을 알아냈다.
1898년 톰슨이 추천한 덕분에 몬트리올에 있는 맥길 대학교로 오라는 제의를 받아들여 맥길의 물리학 연구소장이 된 러더퍼드는 좋은 실험실과 실험실에 있는 희귀했던 방사성 물질인 브롬화 라듐을 사용할 수 있었으며, 프레더릭 소디를 만나서 함께 연구했다. 그 사람들은 방사성 원소인 토륨과 우라늄이 어떻게 정해진 비율로 방사선을 내면서 붕괴하여 시간이 지나면서 여타 원소로 바뀌고 결국 납이 되는지를 알아냈다. 러더퍼드는 방사성 원소들이 일정 양의 절반이 붕괴되는 시간이 일정하다는 사실을 알아내고 그 기간을 방사성 원소의 반감기라고 불렀다. 러더퍼드는 반감기가 물질의 양에 상관없이 일정하다는 사실을 이용해 지구의 연대를 측정했고 당시 켈빈이 제안한 약 6천 년보다 훨씬 오래되었다고 설명했다.
1902년, 러더퍼드와 소디는 방사선이 원자 내부의 붕괴에 의해 방출된다는 사실을 논문 〈방사선의 원인과 본질〉으로 발표했다. 모든 원소는 다른 원소로 바뀌지 않는다는 존 돌턴의 원자설이 사실로 수용된 당시에 이 이론은 물질관에 커다란 변화를 일으켰다.
영국으로 돌아와 알파선을 연구한 러더퍼드는 황화아연 섬광막과 이온화 상자에 알파 입자를 발사한 후 알파 입자의 개수와 전하를 측정했고 총 전하를 알파 입자의 개수로 나누어 알파 입자가 +2 전하를 띤 다는 사실을 알아냈다. 1907년에는 알파 입자를 아주 얇은 유리를 투과해 진공관으로 들어가게 했다. 알파 입자를 모은 후 진공관을 방전하게 하자 진공관에서 나오던 스펙트럼이 달라졌다. 이 스펙트럼은 헬륨 원소의 선 스펙트럼과 일치했고 알파선이 헬륨 원자라는 사실을 밝혀냈다.

### 가이거-마즈든 실험

알파 입자 산란 실험

한스 가이거와 어니스트 마즈든은 알파 입자를 금박에 뿌리는 실험을 했다. 폴로늄을 납으로 된 용기에 넣고 한쪽에 구멍을 뚫어 알파 입자가 나올 수 있게 했다. 이 알파 입자는 금박을 향해 발사되었고 금박 주위를 둘러싸고 있던 황화아연을 이용해 알파 입자가 어느 위치로 산란했는지 알 수 있었다. 알파 입자 대부분은 금박을 통과했는데 1909년에 그 사람들은 금박에 부딪히고 90도 이상 각도로 산란하는 알파 입자를 발견했다. 물리상 어떤 물체가 충돌 한 후 90도 이상 각도로 튀어나오려면 충돌된 물체의 질량이 이 물체의 질량보다 커야 한다. 러더퍼드는 이 결과를 원자에 양전하가 뭉쳐 있을 듯하다고 해석했다. 1911년에서 1913년까지 가이거와 마즈든은 고에너지 알파 입자를 금박에 계속 뿌렸고 산란된 알파 입자 개수를 산란 각도 함수로 표현했다.
톰슨 모형에 의하면 모든 알파 입자는 처음 뿌려진 각도에서 작은 각으로만 산란해야 하지만 가이거와 마즈든은 140도 이상으로 산란되는 알파 입자를 관찰했다. 러더퍼드는 실험 결과에서 한 점에 양전하가 집중되는 작고 무거운 핵 존재를 밝혀냈다. 알파 입자가 핵 가까이 지나갈 때 알파 입자와 핵의 강력한 척력을 이용해 경로가 크게 벗어나는 현상을 설명할 수 있었다. 러더퍼드는 이 산란을 다룬 러더퍼드 공식을 유도했고 가이거와 마즈든의 실험 결과와 높은 정밀도로 일치했다. 러더퍼드는 가이거-마즈든 실험을 토대로 개발한, 톰슨 모형과 다른 새로운 원자 모형에서 원자는 가운데에 작지만 질량이 크고 양전하가 집중된 핵이 있고 작은 전자들이 그 둘레를 도는 전자로 표현된다.

### 최초 원자핵 분열과 중성자 예측
1919년 러더퍼드는 방사성 원자가 어떻게 쪼개지고 어떻게 다른 원소로 붕괴 가능한지를 다룬 생각을 토대로 핵에서 입자 몇 개를 방출하게 하면 원자를 변환하게 할 수 있다고 생각했다. 대기 중의 질소에 알파 입자를 충돌하게 하자 수소 원자핵이 방출하면서 산소가 생성했다. 이것이 최초 원자핵 분열 사례다. 1920년 양성자의 척력에 의한 핵 붕괴를 막는 중성자 존재를 예측했다. 이 예측은 12년 후 제임스 채드윅에 의해 발견되었다.

## 상훈과 공직
- 1903년 왕립학회 펠로로 선출
- 1905년 럼퍼드 메달(Rumford Medal)
- 1908년 노벨 화학상

1908년에 원소의 붕괴와 방사화학 연구의 공로를 인정받아 노벨 화학상을 받았다. 어니스트 러더퍼드는 노벨상 수상이 확정되고서 친구에게 “내가 물리학자에서 화학자로 전환한 것은 원소 변화보다 놀라운 일이다."라고 말했다.
- 1910년 토리노 과학원 브레사 상(The Bressa Prize)

- 1914년 기사작위(Knight Bachelor) 서임[2]

영국과학발전연합이 정기회의 장소를 호주로 설정한 해인 1914년, 러더퍼드는 기사작위(Knight Bachelor)에 서임된다. 러더퍼드가 알파 입자 산란 실험으로 원자의 신모형을 제시한 해인 1911년에 러더퍼드는 서훈 대상자에서 빠져있었다. 러더퍼드의 고향인 뉴질랜드의 작은 신문사의 편집자에게 온 편지에 의하면 정치상으로, 과학상으로 영향력이 강한 사람이 서훈자 선발에 영향을 끼쳤으며 이 탓에 과학계 최고인 사람이 서훈자로 뽑히지 못했다고 쓰여있으며 이것은 러더퍼드를 가리키는 말로 후대 역사학자들은 생각한다.
- 1919년 케임브리지 대학교 캐번디시 연구소 소장

영국 케임브리지 대학교 세인트존스 칼리지 부설 캐번디시 연구소는 초대 소장인 맥스웰부터 노벨 물리학상을 받은 제2대 소장인 존 윌리엄 스트럿 레일리를 거쳐 제3대 소장이자 러더퍼드의 스승인 J. J. 톰슨을 거쳐 러더퍼드가 제4대 소장을 역임한 후 노벨상을 받은 윌리엄 로런스 브래그와 네빌 프랜시스 모트 같은 쟁쟁한 과학자들이 이끌어왔지만, 캐번디시 연구소 전성기는 바로 톰슨과 러더퍼드가 이끌던 시대였다.
러더퍼스가 소장이었던 시절에 캐번디시 연구소에는 방사성 동위원소 존재를 밝히고 노벨 화학상을 받은 소디, 원자구조를 밝히고 노벨 화학상을 받은 닐스 보어, 질량분석기를 개발한 노벨 화학상을 받은 프랜시스 윌리엄 애스턴, J. J. 톰슨의 아들로 노벨 물리학상을 받은 조지 패짓 톰슨, 중성자를 발견하고 노벨 물리학상을 받은 제임스 채드윅, 전리층을 발견하고 노벨 물리학상을 받은 에드워드 빅터 애플턴, 양성자 가속기를 만들고 노벨 물리학상을 받은 존 콕크로프트 등 쟁쟁한 과학자들이 있었다.
- 1920년 영국 왕립과학연구소 교수
- 1922년 코플리 메달
- 1925년 메리트 훈장(Order of Merit; OM)[3]
- 1925년 ~ 1930년 왕립학회 학회장
- 1930년 전기 기술자 연합 패러데이 메달
- 1931년 남작으로 승작(1st Baron Rutherford of Nelson)[4]
- 과학기술청(Office of Science and Technology) 자문위원회에 참여
- 나치 독일에서 망명해 온 과학자 구제위원회장 역임하여 독일 과학자 천 명 이상의 망명 지원

## 깊이 관련한 사람들

### 조지프 존 톰슨
러더퍼드의 스승인 조지프 존 톰슨은 영국 물리학자이고 1906년 노벨 물리학상을 받은 사람이다. 전자와 동위원소를 발견하였고 질량 분석기를 발명하였다. 1906년에 전자의 발견과 가스 상태에서 전기 전도에 공로를 인정받아 러더퍼드가 노벨 화학상을 받기 2년 전인 1906년에 노벨 물리학상을 받았다. 후에 러더퍼드에 의해 자신의 원자 모델인 건포도 푸딩 모델이 잘못되었고 양전하는 원자의 핵에 집중되어 있다는 사실이 밝혀진다.
러더퍼드는 1895년 케임브리지 대학교 캐번디시 연구소장이었던 톰슨을 처음 보고 전자기파 검출 연구를 시작했다. 먼 거리에서 전자기파 검출 연구하면서 왕립학회의 철학 연보에도 실리고 케임브리지 물리학회에서 강연할 기회까지 얻게 되었다. 러더퍼드를 향한 톰슨의 무한한 신뢰는 여타 연구원의 시기심을 러더퍼드가 이겨내기에 충분했다. 1895년에 엑스선을 이용한 기체 방전 연구, 엑스선이 양전하와 음전하를 띤 수많은 입자를 제출한다는 사실, 이온화 입자가 재결합하여 중성 분자를 만든다는 사실을 함께 연구하면서 사제 관계를 돈독히 했다.

### 제임스 채드윅
러더퍼드의 제자인 제임스 채드윅은 영국 물리학자이고 1935년 노벨 물리학상을 받은 사람이다. 중성자를 발견하였고 원자핵전하를 결정하였으며 G입자에 의해 인공으로 원자핵을 전환해 원자핵의 구조와 성질을 연구했다.
제임스 채드윅의 중성자의 발견은 중성자 회절 실험 등 물성(物性) 연구상 중요한 수단의 개발을 가능하게 하면서 원자핵분열 연쇄반응 현상의 담당자로서 원자폭탄과 원자로 실현의 기초가 되었다.
1943년에서 1946년까지 미국의 원자핵 개발을 위한 맨해튼 계획에 영국 과학자 그룹 대표로서 파견되어 로스앨러모스 국립 연구소에서 일했다.
케임브리지 대학교 캐번디시 연구소에서 러더퍼드의 지도를 받으며 방사능과 원자물리학을 연구했으며, 스승 러더퍼드의 위업을 정리한 회상록 《The Collected Papers of Lord Rutherford of Nelson》(1962)을 편찬하였다.

### 닐스 보어
닐스 보어는 덴마크의 물리학자로서 1922년 노벨 물리학상을 받은 사람이다. 원자 구조 이해와 양자역학 성립에 기여했으며 맨해튼 계획에 참여하기도 하였다. 20세기에 영향력이 막강한 물리학자 중 한 명이다.
전자가 핵 주위의 분리된 궤도를 따라 움직인다는 새로운 원자 모형을 제시하였고 원자의 화학성을 결정하는 개념인 최외각전자를 제시하였으며, 오래된 양자이론의 기본 도구인 대응원리를 제시하였고 원자핵 모형을 제시하기도 하였으며 우라늄 방사성 동위원소를 확인하였고, 빛이 파동과 입자의 성질을 모두 있으면서 모두 없다는 사실을 설명하는 몇몇 모순된 특성으로 말미암아 어떤 현상이 개별로 분석 가능하게 되는 상보성원리를 제시하기도 했다.
러더퍼드 밑에서 공부하고자 영국에 있는 맨체스터 대학교에 진학했고, 러더퍼드의 지도를 받으며 당시 생소하였던 원자 모형 정보를 얻을 수 있었다. 후에 러더퍼드의 이론에 기초한 자신만의 원자 구조 모델을 발표하였고 원자 핵 주위의 궤도를 움직이는 전자이론을 소개하였으며 최외각전자 개념을 제시하기도 했다. 또한 양자역학의 기초가 되는 불연속성 에너지의 방출도 언급하였다.

### 한스 가이거
한스 가이거는 독일의 물리학자이다. 1911년에 알파선의 도달 거리와 붕괴상수 관계(가이거-누탈의 법칙)을 J. M. 누탈(John Mitchell Nuttall)과 발견했으며 킬 대학교, 튀빙엔 대학교, 베를린 공과대학교의 교수를 지내기도 했다.
1928년에 발터 뮐러와 함께 가이거 계수기를 제작하였다.
맨체스터 대학교에서 러더퍼드와 방사선 연구에 종사했고 알파 입자를 충돌하게 해 전리에 의해 전기상 검출하는 장치인 계수관을 고안해 라듐에서 나오는 입자 수효를 측정하였으며, 알파선의 산란 실험을 했고 이때 일어나는 대각산란을 검토하여 러더퍼드의 핵원자 모형에 영감을 주었다.

## 책과 논문

### 러더퍼드의 책
- 1904 “Radioactivity"
- 1906 “Radioactive Transformations“
- 1930 “Radiations from Radioactive Substances (with Chadwick and Ellis)”

### 러더퍼드의 논문
- 1894 “Magnetization of Iron by High Frequency Discharges (Note, this is Rutherford's second research work, of 1894.)”
- 1895 “Magnetic Viscosity (Note, this is Rutherford's first research work of 1893.)”
- 1896 “A Magnetic Detector of Electric Waves and Some of its Applications”
- 1896 “On the Passage of Electricity through Gases Exposed to Rontgen Rays (With JJ Thomson)”
- 1897 “On the Electrification of Gases exposed to Rontgen Rays, and the Absorption of Rontgen Radiation by Gases and Vapours”
- 1897 “The Velocity and Rate of Recombination of the Ions of Gases exposed to Rontgen Radiation”
- 1898 “The Discharge of Electrification by Ultra-violet Light”
- 1899 “Uranium Radiation and the Electrical Conduction Produced by It”
- 1899 “Thorium and Uranium Radiation (With R B Owens)”
- 1900 “A Radioactive Substance emitted from Thorium Compounds"
- 1900 “Radioactivity Produced in Substances by the Action of Tho-rium Compounds”
- 1901 “Energy of Rontgen and Becquerel Rays, and the Energy required to produce an Ion in Gasses (With R K McClung)”
- 1901 “Einfluss der Temperatur auf die Emanationen radioaktiver Substanzen”
- 1901 “The New Gas from Radium (With H T Brooks)”
- 1901 “Emanations from Radio-active Substances”
- 1901 “Dependence of the Current through Conducting Gases on the Direction of the Electric Field”
- 1901 “Transmission of Excited Radioactivity”
- 1901 “Discharge of Electricity from Glowing Platinum “
- 1901 “Discharge of Electricity from Glowing Platinum and the Velocity of the Ions”
- 1902 “Ubertragung erregter Radioaktivitat”
- 1902 “Erregte Radioaktivitat und in der Atmosphare hervorgerufene Ionisation (With S I Allen)”
- 1902 “Versuche uber erregte Radioaktivitat”
- 1902 “The Radioactivity of Thorium Compounds I (With F Soddy)”
- 1902 “The Existence of Bodies Smaller than Atoms”
- 1902 “Penetrating Rays from Radio-active Substances”
- 1902 “Comparison of the Radiations from Radioactive Substances (With H T Brooks)”
- 1902 “The Radioactivity of Thorium Compounds II (With F Soddy)”
- 1902 “Deviable Rays of Radioactive Substances (With A Grier)“
- 1902 “The Cause and Nature of Radioactivity I (With F Soddy)”
- 1902 “The Cause and Nature of Radioactivity II (With F Soddy)”
- 1902 “Excited Radioactivity and Ionization of the Atmosphere (With S J Allen)”
- 1902 “Note on the condensation points of thorium and radium emanations (With F Soddy)”
- 1903 “Excited Radioactivity and the Method of its Transmission”
- 1903 “The Magnetic and Electric Deviation of the Easily Absorbed Rays from Radium “
- 1903 “A Penetrating Radiation from the Earth's Surface (With H L Cooke)”
- 1903 “Radio-activity of Ordinary Materials “
- 1903 “The Radioactivity of Uranium (With F Soddy)”
- 1903 “A Comparative Study of the Radioactivity of Radium and Thorium (With F Soddy)”
- 1903 ”Some Remarks on Radioactivity”
- 1903 “Condensation of the Radioactive Emanations (With F Soddy)”
- 1903 “Radioactive Change (With F Soddy)”
- 1903 “The Amount of Emanation and Helium from Radium”
- 1903 “Heating Effect of the Radium Emanation (With H T Barnes)”
- 1903 “Heating Effect of the Radium Emanation (With H T Barnes)“
- 1903 “Radioactive Processes“
- 1904 “Does the Radio-activity of Radium depend upon its Concentration?”
- 1904 “Heating Effect of the Radium-emanation”
- 1904 “Heating Effect of the Radium Emanation (With TH T Barnes)”
- 1904 “Nature of the Gamma Rays from Radium”
- 1904 “The Radiation and Emanation of Radium Part 1”
- 1904 “The Radiation and Emanation of Radium Part II”
- 1904 “Slow Transformation Products of Radium”
- 1904 “The Succession of Changes in Radioactive Bodies”
- 1904 “The Heating Effect of the Gamma Rays from Radium (With H T Barnes)”
- 1904 “Der Unterschied zwischen radioaktiver und chemischer Verwandlung”
- 1905 “Les Problemes Actuels de la Radioactivite (Int Cong at St Louis Sep 1904)”
- 1905 “Radium - the Cause of the Earth's Heat”
- 1905 “Slow Transformation Products of Radium”
- 1905 “Charge carried by the Alpha Rays from Radium”
- 1905 “Heating Effect of the Gamma Rays from Radium (With H T Barnes)”
- 1905 “Note on the Radioactivity of Weak Radium Solutions”
- 1905 “The Relative Proportion of Radium and Uranium in Radio-active Minerals (With B B Boltwood)”
- 1905 “Some Properties of the Alpha Rays from Radium”
- 1905 “Charge Carried by the Alpha and Beta Rays of Radium”
- 1905 “Slow Transformation Products of Radium”
- 1906 “Magnetic and Electric Deflection of the Alpha Rays from Radium”
- 1906 “The Retardation of the Velocity of the Alpha Particles in Passing Through Matter”
- 1906 “The Relative Proportion of Radium and Uranium in Radio-active Minerals (With B B Boltwood)”
- 1906 “Retardation of the Alpha Particle from Radium in passing through Matter”
- 1906 “Distribution of the Intensity of the Radiation from Radioactive Sources
- 1906 “The Recent Radium Controversy”
- 1906 “The Mass and Velocity of the Alpha Particles Expelled from Radium and Actinium”
- 1906 “Mass of the Alpha Particles from Thorium (With Otto Hahn)”
- 1907 “Production of Radium from Actinium”
- 1907 “The Velocity and Energy of the Alpha Particles from Radioactive Substances”
- 1907 “Some Cosmical Aspects of Radioactivity”
- 1907 “The Origin of Radium”
- 1907 “The Effect of High Temperature on the Activity of the Products of Radium (with J E Petavel)”
- 1907 “Origin of Radium”
- 1907 “The Production and Origin of Radium”
- 1908 “A Method of Counting the Number of Alpha Particles from Radioactive Matter (With H Geiger)”
- 1908 “Recent Advances in Radioactivity (RI Talk 31 Jan 1908)”
- 1908 “Experiments with the Radium Emanation. I, The Volume of the Emanation”
- 1908 “Spectrum of the Radium Emanation (With T Royds)”
- 1908 “Spectrum of the Radium Emanation”
- 1908 “An Electrical Method of Counting the Number of Alpha Particles from Radioactive Substances (With H Geiger)”
- 1908 “The Charge and Nature of the Alpha Particle (With H Geiger)”
- 1908 “The Nature and Charge of the Alpha Particles from Radioactive Substances”
- 1908 “The Action of the Radium Emanation upon Water (With T Royds)”
- 1908 “The Nature of the Alpha Particle (With T Royds)”
- 1908 “Some Properties of the Radium Emanation”
- 1908 “The Chemical Nature of the Alpha Particles from Radiactive Substances”
- 1908 “The Discharge of Electricity from Glowing Bodies”
- 1908 “Der Ursrung des Radiums (Bericht)”
- 1909 “The Boiling Point of the Radium Emanation”
- 1909 “The Nature of the Alpha Particle from Radioactive Substances (With T Royds)”
- 1909 “Differences in the Decay of the Radium Emanation (With Y Tuomikoski)”
- 1909 “Condensation of the Radium Emanation”
- 1909 “The Action of the Alpha Rays on Glass”
- 1909 “Production of Helium by Radium (With B B Boltwood)”
- 1910 “Actions of the Alpha Rays on Glass”
- 1910 “Properties of Polonium”
- 1910 “Theory of the Luminosity produced in certain Substances by Alpha Rays”
- 1910 “Radium Standards and Nomenclature”
- 1910 “The Number of Alpha Particles emitted by Uranium and Thorium (With H Geiger)”
- 1910 “The Probability Variations in the Distribution of Alpha Particles (With H Geiger)”
- 1911 “The Scattering of the Alpha and Beta Rays and the Structure of the Atom”
- 1911 “Untersuchungen uber die Radiumemantion II Die Umwandlungsgeschwindigkeit)”
- 1911 “Die Erzeugung von Helium durch Radium (With B B Boltwood)”
- 1911 “The Scattering of Alpha and Beta Particles by Matter and the Structure of the Atom”
- 1911 “Transformation and Nomenclature of the Radioactive Emanations”
- 1911 “The Transformation of Radium”
- 1912 “A Balance Method for Comparison of Quantities of Radium and Some of its Applications (With J Chadwick)”
- 1912 “The Origin of Beta and Gamma Rays from Radioactive Substances”
- 1912 “Photographic Registration of Alpha Particles (With H Geiger)”
- 1912 “On the Energy of the Group of Beta Rays from Radium”
- 1912 “Warmeentwicklung durch Radium and Radiumemanation (With H Robinson)”
- 1913 “Heating Effect of Radium and its Emanation (With H Robinson)”
- 1913 “A New International Physical Institute”
- 1913 “The Age of Pleochroic Haloes (With J Joly)”
- 1913 “The Analysis of the Gamma Rays from Radium B and Radium C (With H Richardson)”
- 1913 “The Analysis of the Gamma Rays from Radium D and Radium E (With H Richardson)”
- 1913 “The Reflection of Gamma Rays from Crystals (With E Andrade)”
- 1913 “ Scattering of Alpha Particles by Gases (With M J Nuttall)”
- 1913 “The Analysis of the Beta Rays from Radium B and Radium C (With H Robinson)”
- 1913 “Uber die Masse und die Geschwindigkeiten der von den radioaktiven Substanzen ausgesendeten Alpha Teilchen (With H Robinson)”
- 1913 “The British Radium Standard”
- 1913 “The Structure of the Atom”
- 1913 “Analysis of the Gamma Rays of the Thorium and Actinium Products (With H Richardson)”
- 1914 “The Structure of the Atom”
- 1914 “The Wavelength of the Soft Gamma Rays from Radium B (With E Andrade)”
- 1914 “The Spectrum of the Penetrating Gamma Rays from Radium B and Radium C (With E Andrade)”
- 1914 “Spectrum of the Beta Rays excited by Gamma Rays (With W F Rawlinson)”
- 1914 “The Structure of Atoms and Molecules”
- 1914 “The Connexion between the Beta and Gamma Ray Spectra”
- 1914 “Radium Constants on the International Standard”
- 1914 “The Mass and Velocities of the Alpha Particles from Radioactive Substances (With H Robinson)”
- 1915 “Origin of the Spectra given by Beta and Gamma Rays of Radium”
- 1915 “Radiations from Exploding Atoms (RI talk 4 Jun 1915)”
- 1915 “Maximum Frequency of the X Rays from a Coolidge Tube for Different Voltages (With J Barnes and H Richardson)”
- 1915 “Efficiency of Production of X Rays from a Coolidge Tube (With J Barnes)”
- 1916 “Long-range Alpha Particles from Thorium (With A B Wood)”
- 1917 “Penetrating Power of the X Radiation from a Coolidge Tube“
- 1919 “Collision of Alpha Particles with Light Atoms I. Hydrogen”
- 1919 “Collision of Alpha Particles with Light Atoms II. Velocity of the Hydrogen Atoms”
- 1919 “Collision of Alpha Particles with Light Atoms III. Nitrogen and Oxygen Atoms”
- 1919 “Collision of Alpha Particles with Light Atoms IV. An Anomalous Effect in Nitrogen”
- 1919 “Radio-activity and Gravitation (with A H Compton)”
- 1920 “Nuclear Constitution of Atoms (Bakerian Lecture, 3 Jun 1920)”
- 1921 “On the Collision of Alpha Particles with Hydrogen Atoms”
- 1921 “The Disintegration of Elements by Alpha Particles”
- 1921 “The Mass of the Long-range Particles from Thorium C”
- 1921 “The Artificial Disintegration of Light Elements (With J Chadwick)”
- 1922 “Disintegration of Elements”
- 1922 “Identification of a Missing Element”
- 1922 “The Disintegration of Elements by Alpha Particles (With J Chadwick)”
- 1923 “Capture and Loss of Electrons by Alpha Particles”
- 1924 “The Capture and Loss of Electrons by Alpha Particles”
- 1924 “The Bombardment of Elements by Alpha Particles”
- 1924 “Further Experiments on the Artificial Disintegration of Elements (With J Chadwick)”
- 1924 “On the Origin and Nature of Long-range Particles observed with sources of Radium C (With J Chadwick)”
- 1925 “Disintegration of Atomic Nuclei”
- 1925 “The Natural X-ray Spectrum of Radium B (With W A Wooster)”
- 1925 “Scattering of Alpha Particles by Atomic Nuclei and the Law of Force (With J Chadwick)”
- 1927 “Atomic Nuclei and their Transformation (12th Guthrie Lecture, 25 Feb 1927)”
- 1927 “Structure of the Radioactive Atom and the Origin of the Alpha Rays”
- 1927 “The Scattering of Alpha Particles by Helium (With J Chadwick)”
- 1929 “Origin of Actinium and the Age of the Earth”
- 1929 “Energy Relations in Artificial Disintegration (With J Chadwick)”
- 1930 “A New Method of Analysis of Groups of Alpha-Raus (1) The Alpha-Rays from Radium C, Thorium C and Actinium (With C E Wynn-Williams)”
- 1931 “Analysis of the Long Range Alpha Particles from Radium C (With F Ward and W B Lewis)“
- 1932 “The Origin of the Gamma-Rays (With C D Ellis)”
- 1931 “Alpha Teilchen grosser Reichweite und die Entstehung der Gamma Strahlen”
- 1931 “Analysis of the Alpha Particles Emitted from Thorium C and Actinium C (With C E Wynn-Williams and W B Lewis)”
- 1932 “The Gamma Rays from Actinium Emanation and their Origin (With B V Bowden)”
- 1933 “Analysis of Alpha Rays by an Annular Magnetic Field (With C E Wynn-Williams, W B Lewis and B V Bowden)”
- 1933 “Experiments on the Transmutation of Elements by Protons (With M Oliphant)”
- 1933 “The transmutation of Lithium by Protons and by Ions of Heavy Isotope of Hydrogen (With Oliphant and B Kinsey)”
- 1933 “Analysis of the Long Range Alpha Particles from Radium C' by the Magnetic Focussing Method (With W B Lewis and B V Bowden)”
- 1934 “Bombardment of the Heavy Isotope of Hydrogen by Alpha Particles (With A E Kempton)”
- 1935 “Transmutation Effects observed with Heavy Hydrogen (With M L E Oliphant and P Harteck)”
- 1935 “The Accurate Determination of the Energy Released in Certain Nuclear Transformations (With M L E Oliphant and A E Kempton)”
- 1935 “Some Nuclear Transformations of Beryllium and Boron and the Masses of Light Elements (With M L E Oliphant and A E Kempton)”
- 1937 “The Search for the Isotopes of Hydrogen and Helium of Mass 3”

## 영예

### 우표
1971 New Zealand 1c: 러더퍼드가 자신의 원자 모형 유추에 큰 영향을 끼친 알파 입자 산란 실험이 묘사된다. 1971년 12월 1일에 발행되었다.
1971 New Zealand 7c: 러더퍼드는 질소를 산소로 바꿔서 원자를 변환한 첫 번째 과학자가 되었는데 이 원자 변환이 묘사되어있다. 1971년 12월 1일에 발행되었다.
1999 New Zealand $1.10: 젊은 시절의 러더퍼드와 그 사람의 원자핵 모양이 묘사되어있다. 1999년 11월 17일에 발행되었다.
2008 New Zealand 50c: 2008년 8월 6일에 발행된 알파벳 시리즈 우표에서 A에서 Z까지 A는 아오테이어러우어(뉴질랜드를 가리키는 마오리어. ‘길고 흰 구름의 땅'이라는 뜻), Z는 질랜드에서 R번째 우표가 러더퍼드를 묘사한 우표였다.
1971 Russia 6K: 러더퍼드 탄생 100주년을 기념해 제작됐다.
1971 Canada 6c: 러더퍼드 탄생 100주년을 기념하여 만들어졌으며 헬륨네온레이져가 묘사되어있다. 1971년 3월 24일에 발행되었다.
1968 Sweden - 35 ore: 스웨덴에서는 매년, 당년의 60년 전의 노벨상을 받은 사람들을 그린 우표를 발행하는데 1908년에 러더퍼드가 노벨 화학상을 받아 1968년에 러더퍼드를 그린 우표가 발행되었다.
2010 UK 1st Class Post: 영국에서 왕립학회 설립 350주년을 기념하여 2010년 2월 25일에 우표 10종류를 발행하였다. 우표 10종류에는 영국 왕립학회 사상 가장 유명하고 중요한 인물 10명이 선발되어 그려져있으며 보일, 뉴턴 등이 있고 러더퍼드도 이 우표 10종류 중에 얼굴이 그려져 있다.
1971 Romania - 1.50L: 1971년에 루마니아는 마젤란 사후 450주기, 케플러 사후 400주기, 가가린이 달에 착륙한 지 10주년, 러더퍼드 탄생 100주년을 기념하여 우표 4종류에 그 4명을 그려넣었다.

### 화폐
뉴질랜드 최고가 화폐인 100 뉴질랜드 달러(100 NZD, 79246원)에는 러더퍼드의 얼굴이 그려져 있다.

### 건물 및 학교
- 뉴질랜드 넬슨 대학교의 러더퍼드 하우스
- 뉴질랜드 웰링턴 시에 1975년 11월 26일에 건설된 러더퍼드 하우스
- 영국 맨체스터 시의 러더퍼드 하우스
- 뉴질랜드 넬슨 시에는 뉴질랜드 왕립학회 러더퍼드 탄생 100주년을 기념하여 건설한 러더퍼드 호텔이 있으며 그 안에는 러더퍼드의 노벨상 메달 모형이 있는 러더퍼드 카페가 있다.
- 뉴질랜드 크리스트처치 시에 있는 캔터베리 대학교에 1967년에 새로 건설된 물리화학관에는 러더퍼드 빌딩이라는 별칭이 붙여졌으며, 캐나다의 맥길 대학교에서도 1977년에 신설된 물리관에 러더퍼드 빌딩이라는 이름이 붙여졌다.
- 영국 옥스포드셔 주의 러더퍼드 애플턴 연구소
- 뉴질랜드 액랜드 시의 러더퍼드 대학교
- 영국 켄트 대학교의 러더퍼드 칼리지
- 영국 케임브리지 대학교의 러더퍼드 혁신협회
- 뉴질랜드의 러더퍼드 중학교
- 영국 애빙던온템스에 있는 주택가 근처 골목길 러더퍼드 클로즈
- 뉴질랜드의 브라이트웨어 시의 러더퍼드 경의 길
- 미국 캘리포니아 주와 뉴질랜드 넬슨 시의 러더퍼드의 길

### 단위
현재는 사용하지 않지만 방사능을 나타내는 단위 러더퍼드(rd)가 있었다. 1초에 백만개의 원자붕괴를 일으키기 위해 필요한 방사능물질의 양을 나타내며 이는 메가베크렐(MBq)과 같다.

### 상
- 러더퍼드 트로피: 뉴질랜드 물리학회가 제정하였고 실험물리학에 큰 기여를 한 물리학자에게 연 2회 수여된다.
- 러더퍼드 메달: 뉴질랜드 왕립학회가 제정하였고 매년 국제적인 큰 발견, 연구를 한 사람에게 수여된다.
- 러더퍼드 메모리얼 메달: 캐나다 왕립학회가 제정하였고 물리 및 화학분야에서 걸출한 성과를 낸 캐나다의 연구자를 1년에 2명씩 지정하여 수여된다(러더퍼드가 캐나다에서 젊은 나이에 연구를 하였고 성과를 냈다는 이유로 40세 이하로 수상이 제한됨).
- 러더퍼드 메달과 러더퍼드 상: 런던 물리학 연구소(IOP)가 제정하였고 핵물리학, 기본 입자연구 또는 핵기술학에서 뛰어난 성과를 낸 사람들에게 수여된다.
- ECNZ 러더퍼드 상: 1년에 2회 수여되는데 한번은 전기를 효율적으로 사용하는 새로운 상품을 만든 사람에게 수여되고 나머지 하나는 전기를 효율적으로 사용하는 새로운 방법을 고안한 사람에게 수여된다.

### 기타
- 인공적으로 만들어진 방사성 원소인 원자 번호 104번 러더포듐
- 달 표면의 크레이터 중 러더퍼드
- 화성 표면에 있는 크레이터 중 러더퍼드

## 같이 보기
- 러더퍼드 (단위)

## 참고 문헌

### 참고 자료
- 이 문서에는 다음커뮤니케이션(현 카카오)에서 GFDL 또는 CC-SA 라이선스로 배포한 글로벌 세계대백과사전의 내용을 기초로 작성된 글이 포함되어 있습니다.
- 존 시몬스(1997) 사이언티스트 100, 세종서적 ISBN 89-85509-69-1
- 손영운(2004), (청소년을 위한) 서양과학사 = (The) history of science, 두리미디어 ISBN 978-89-7715-139-0